# Campionato dei Caraibi di rugby a 15 2001
Il campionato dei Caraibi di rugby 2001 (in inglese 2001 NACRA Rugby Championship) fu la 1ª edizione del campionato dei Caraibi di rugby a 15 organizzata dal NACRA, la confederazione continentale rugbistica centro-nordamericana.
Esso si tenne dal 20 al 24 novembre 2001 a George Town, capitale delle Isole Cayman, e vide impegnate 8 squadre nazionali caraibiche in un torneo a eliminazione diretta.
Le squadre eliminate ai quarti di finale disputarono le semifinali per i posti dal quinto all'ottavo.
La competizione servì anche come primo turno delle qualificazioni americane alla Coppa del Mondo di rugby 2003: la squadra vincente, infatti, oltre a laurearsi campione dei Caraibi, fu ammessa al turno successivo di qualificazione al torneo mondiale per affrontare la vincitrice del campionato Sudamericano "B" 2002.
A vincere il torneo — e a proseguire quindi nel cammino di qualificazione — fu Trinidad e Tobago, al suo secondo titolo, che batté Bermuda 23-12 nella gara di finale.

## Tabellone
|  | Quarti di finale           | Quarti di finale  |                  |              | Semifinali                | Semifinali                |  |  | Finale           | Finale |
|  |                            |                   |                  |              |                           |                           |  |  |                  |        |
|  | 20 novembre 2001 - Forfait |                   |                  |              |                           |                           |  |  |                  |        |
|  |                            |                   |                  |              |                           |                           |  |  |                  |        |
|  | Bermuda                    | 6                 |                  |              |                           |                           |  |  |                  |        |
|  | Bermuda                    | 6                 | 22 novembre 2001 |              |                           |                           |  |  |                  |        |
|  | Saint Lucia                | 0                 |                  |              |                           |                           |  |  |                  |        |
|  | Saint Lucia                | 0                 | Bermuda          | 13           |                           |                           |  |  |                  |        |
|  | 20 novembre 2001           |                   | Bermuda          | 13           |                           |                           |  |  |                  |        |
|  |                            | Barbados          | 5                |              |                           |                           |  |  |                  |        |
|  | Bahamas                    | Barbados          | 5                | 18           |                           |                           |  |  |                  |        |
|  | Bahamas                    |                   | 24 novembre 2001 | 18           |                           |                           |  |  |                  |        |
|  | Barbados                   | 25                |                  |              |                           |                           |  |  |                  |        |
|  | Barbados                   | 25                | Bermuda          | 12           |                           |                           |  |  |                  |        |
|  | 20 novembre 2001           |                   | Bermuda          | 12           |                           |                           |  |  |                  |        |
|  |                            | Trinidad e Tobago | 23               |              |                           |                           |  |  |                  |        |
|  | Trinidad e Tobago          | Trinidad e Tobago | 23               | 51           |                           |                           |  |  |                  |        |
|  | Trinidad e Tobago          | 22 novembre 2001  |                  | 51           |                           |                           |  |  |                  |        |
|  | Giamaica                   | 5                 |                  |              |                           |                           |  |  |                  |        |
|  | Giamaica                   | 5                 | Isole Cayman     | 8            | Finale per il terzo posto | Finale per il terzo posto |  |  |                  |        |
|  | 20 novembre 2001           |                   | Isole Cayman     | 8            | Finale per il terzo posto | Finale per il terzo posto |  |  |                  |        |
|  |                            | Trinidad e Tobago | 12               |              |                           |                           |  |  |                  |        |
|  | Isole Cayman               | Trinidad e Tobago | 12               | 32           | Barbados                  | 17                        |  |  |                  |        |
|  | Isole Cayman               |                   |                  | 32           | Barbados                  | 17                        |  |  |                  |        |
|  | Guyana                     | 13                |                  | Isole Cayman | 14                        |                           |  |  |                  |        |
|  | Guyana                     | 13                |                  |              | 14                        |                           |  |  |                  |        |
|  |                            |                   |                  |              |                           |                           |  |  | 24 novembre 2001 |        |
|  |                            |                   |                  |              |                           |                           |  |  |                  |        |

### Torneo 5º-8º posto
|  | Semifinali  | Semifinali  | Semifinali |          |         | Finale  | Finale | Finale |  |
|  |             |             |            |          |         |         |        |        |  |
|  | Saint Lucia | Saint Lucia | 0          |          |         |         |        |        |  |
|  | Saint Lucia | Saint Lucia | 0          |          |         |         |        |        |  |
|  | Bahamas     | Bahamas     | 6          |          |         |         |        |        |  |
|  | Bahamas     | Bahamas     | 6          |          | Bahamas | Bahamas | 13     |        |  |
|  |             |             |            |          | Bahamas | Bahamas | 13     |        |  |
|  |             |             | Giamaica   | Giamaica | 5       |         |        |        |  |
|  | Giamaica    | Giamaica    | Giamaica   | Giamaica | 5       | 18      |        |        |  |
|  | Giamaica    | Giamaica    |            |          |         |         |        |        |  |
|  | Guyana      | Guyana      | 15         |          |         |         |        |        |  |

### Finale per il 1º posto
| George Town 24 novembre 2001                                                                               | Bermuda | 12 – 23 referto                    | Trinidad e Tobago | Truman Boden Stadium |
| Browne 45’ Harvey 69’ mt 39’ Silverthorne 61’, 66’ Hamilton Oliver 45’ tr 66’ Barry c.p. 34’, 80+11’ Barry |         |                                    |                   |                      |
| |         |                                    |                   |                      |
| Browne 45’ Harvey 69’                                                                                      | mt      | 39’ Silverthorne 61’, 66’ Hamilton |                   |                      |
| Oliver 45’                                                                                                 | tr      | 66’ Barry                          |                   |                      |
| | c.p.    | 34’, 80+11’ Barry                  |                   |                      |